# Monotagma
Monotagma là một chi thực vật thuộc họ Marantaceae, được Karl Moritz Schumann mô tả khoa học năm 1902, với 8 loài M. densiflorum, M. secundum, M. laxum, M. exannulatum (= M. laxum), M. parkeri (= M. spicatum), M. plurispicatum, M. guianense (= M. plurispicatum) và M. smaragdinum.

## Phân bố
Các loài trong chi này là bản địa khu vực nhiệt đới châu Mỹ, từ Trung Mỹ ở phía bắc tới miền bắc Nam Mỹ ở phía nam.

## Các loài
Hiện tại, chi này có 39 loài được công nhận như sau (tuy nhiên danh sách này có thể chưa đủ):
- Monotagma anathronum J.F.Macbr., 1931
- Monotagma angustissimum Loes., 1915
- Monotagma aurantiispathum Hagberg & R.Erikss., 2011
- Monotagma breviscapum Hagberg & R.Erikss., 2011
- Monotagma congestum Hagberg & R.Erikss., 2011
- Monotagma contractum Huber, 1902
- Monotagma contrariosum J.F.Macbr., 1931
- Monotagma densiflorum (Körn.) K.Schum., 1902
- Monotagma dolosum J.F.Macbr., 1931
- Monotagma exile Hagberg & R.Erikss., 2011
- Monotagma flavicomum Hagberg & R.Erikss., 2011
- Monotagma floribundum Hagberg & R.Erikss., 2011
- Monotagma grallatum Hagberg & R.Erikss., 2011
- Monotagma haughtii L.B.Sm. & Idrobo, 1948
- Monotagma humile Hagberg & R.Erikss., 2011
- Monotagma juruanum Loes., 1915
- Monotagma laxum (Poepp. & Endl.) K.Schum., 1902
- Monotagma lilacinum Hagberg & R.Erikss., 2011
- Monotagma nutans Hagberg & R.Erikss., 2011
- Monotagma ovatum Hagberg, 1990
- Monotagma papillosum Hagberg & R.Erikss., 2011
- Monotagma paradoxum Hagberg & R.Erikss., 2011
- Monotagma parvulum Loes., 1915
- Monotagma plurispicatum (Körn.) K.Schum., 1902
- Monotagma remotum Hagberg, R.Erikss. & H.Kenn., 2011
- Monotagma rhodanthum Maguire & Wurdack, 1960
- Monotagma roseum Hagberg & R.Erikss., 2011
- Monotagma rudanii Hagberg, 1988
- Monotagma secundum (Petersen) K.Schum., 1902
- Monotagma septentrionale Hagberg & R.Erikss., 2011
- Monotagma smaragdinum (Linden & André) K.Schum., 1902
- Monotagma spathulatum Hagberg & R.Erikss., 2011
- Monotagma spicatum (Aubl.) J.F.Macbr., 1931
- Monotagma tomentosum K.Schum. ex Loes., 1915
- Monotagma tuberosum Hagberg & R.Erikss., 2011
- Monotagma ulei K.Schum. ex Loes., 1915
- Monotagma uliginosum Hagberg & R.Erikss., 2011
- Monotagma vaginatum Hagberg, 1990
- Monotagma yapacanensis Steyerm. & Bunting, 1973